# Янгліцьке сільське поселення
Я́нгліцьке сільське поселення (рос. Янгличское сельское поселение) — муніципальне утворення у складі Канаського району Чувашії, Росія. Адміністративний центр — село Янглічі.
Станом на 2002 рік існували Татмиська сільська рада (присілки Богурдани, Нижні Татмиші, Нові Шордани, Середні Татмиші) та Янгліцька сільська рада (село Янглічі, присілки Нова Яндоба, Сів-Сірма, селище Янглічі).

## Населення
Населення — 1429 осіб (2019, 1763 у 2010, 1915 у 2002).

## Склад
До складу поселення входять такі населені пункти:
| Населений пункт           | Населення, осіб (2002) | Населення, осіб (2010) |
| ------------------------- | ---------------------- | ---------------------- |
| Богурдани, присілок       | 264                    | 250                    |
| Нижні Татмиші, присілок   | 244                    | 196                    |
| Нова Яндоба, присілок     | 217                    | 213                    |
| Нові Шордани, присілок    | 102                    | 90                     |
| Сів-Сірма, присілок       | 50                     | 54                     |
| Середні Татмиші, присілок | 297                    | 277                    |
| Янглічі, село             | 731                    | 679                    |
| Янглічі, селище           | 10                     | 4                      |